# ایس بوکس
ایس بوکس (انگلیسی: Ace Books) شرکت انتشارات آمریکایی است، که در سال ۱۹۵۲ تأسیس شد.